# L'Invasion des femmes abeilles
Pour plus de détails, voir Fiche technique et Distribution.
L'Invasion des femmes abeilles (titre original : The Invasion of the Bee Girls) est un film américain de science-fiction réalisé par Denis Sanders, sorti en 1973.

## Synopsis
En Californie, des cadavres d'hommes ont été découverts dans la chambre d'un hôtel. Le détective Neil Agar, chargé de l'enquête, se rend dans un laboratoire pour examiner les causes de la mort, et il est confronté à la mystérieuse Susan Harris, qui dirige des expérimentations génétiques. L'enquête avance, et d'après les analyses, les hommes seraient morts par infarctus causé par les abeilles.

## Fiche technique
- Titre original : The Invasion of the Bee Girls
- Titre français : L'Invasion des femmes abeilles
- Réalisation : Denis Sanders
- Scénario : Nicholas Meyer
- Directeur de la photographie : Gary Graver
- Musique : Charles Bernstein
- Sociétés de production : Sequoia Pictures
- Pays :  États-Unis
- Langue originale : Anglais
- Format : Couleur - 35 mm - Mono
- Genre : Science-fiction, horreur
- Durée : 85 minutes
- Date de sortie : 1er juin 1973

## Distribution
- William Smith : Neil Agar
- Anitra Ford : Dr Susan Harris
- Victoria Vetri : Julie Zorn
- Cliff Osmond : le capitaine Peters
- Wright King : Dr Murger
- Ben Hammer : Herb Kline
- Anna Aries : Nora Kline
- Katie Saylor : Gretchen Grubowsky
- Susan Player : une fille